# HD 175167 b
HD 175167 b (بالإنجليزية: HD 175167 b)‏ الذي يرمز له بالرمز HD 175167b، هو كوكب خارج المجموعة الشمسية، في كوكبة الطاووس، يتبع HD 175167 ‏.

## الاكتشاف
اكتشف في 26 يناير 2010، وكانت طريقة الاكتشاف Doppler spectroscopy.